# Pavlos I của Hy Lạp
Pavlos I của Hy Lạp (tiếng Hy Lạp: Παύλος, Pávlos; 14 tháng 12 năm 1901 - 6 tháng 3 năm 1964) là Vua của Vương quốc Hy Lạp từ ngày 1/04/1947 cho đến khi ông qua đời vào năm 1964. Ông được kế vị bởi con trai của mình, Konstantinos II.
Pavlos là anh em họ đầu tiên của Philippos của Hy Lạp và Đan Mạch, Vương tế Anh và là ông ngoại của Felipe VI, người đang trị vì Tây Ban Nha.

## Cuộc sống đầu đời
Pavlos sinh ngày 14/12/1901 tại Cung điện Tatoi ở Athens, là con trai thứ 3 của Vua Konstantinos I của Hy Lạp và vợ, Sophie của Phổ. Ông được đào tạo như một sĩ quan quân đội tại Đại học Quân sự Hoàng gia, Sandhurst và sau đó là tại Học viện Quân sự Hy Lạp ở Kypseli, Athens. Pavlos là một sĩ quan quân đội trong Trung đoàn vệ binh "Coldstream Guards" của Vương quốc Anh và là Trung uý của đơn vị bộ binh hạng nhẹ Evzones.
Từ năm 1917 đến năm 1920, Pavlos cùng cha mình sống lưu vong, từ năm 1923 đến năm 1935, ông một lần nữa sống lưu vong cùng anh trai, Georgios II của Hy Lạp tại Vương quốc Anh. Pavlos làm việc trong một thời gian ngắn tại nhà máy sản xuất máy bay với bí danh, và thông qua Evan Morgan, Tử tước thứ 2 của Tredegar, ông đã gặp và kết bạn với Denham Fouts, một người đàn ông hành nghề mại dâm người Mỹ, người mà sau này bị cáo buộc là ngoại tình với Pavlos. Tuy nhiên, John B. L. Goodwin, bạn của Fouts cho biết rằng Fouts thường bịa ra những câu chuyện về cuộc đời của mình, và nhà phê bình văn học Katherine Bucknell cho rằng nhiều câu chuyện về Fouts trên thực tế mang tính chất hư cấu.
Đối với người thân trong gia đình, Pavlos được gọi với cái tên thân mật là Palo.

## Hôn nhân và con cái
Ngày 9/01/1938, Pavlos kết hôn Friederike Luise của Hannover ở Athens. Họ có ba người con:
- Sophia, Vương hậu Tây Ban Nha (sinh năm 1938)
- Konstantinos II của Hy Lạp, vị vua của Hellenes (sinh năm 1940)
- Eirini, Vương nữ Hy Lạp và Đan Mạch (sinh năm 1942)

## Chiến tranh Thế giới II
Trong phần lớn thời gian của Thế chiến thứ hai, từ năm 1941 đến năm 1946, khi Hy Lạp bị Đức chiếm đóng, Pavlos đã ở cùng chính phủ Hy Lạp lưu vong ở London và Cairo. Từ Cairo, nhà vua phát đi những thông điệp tới người dân Hy Lạp.

## Di sản
Vào tháng 3/2014, một lễ tưởng niệm đã diễn ra trong khuôn viên của Cung điện Tatoi ở Athens nhân kỷ niệm 50 năm ngày mất của vua Pavlos I, với sự hiện diện của các thành viên của hoàng gia Hy Lạp và Tây Ban Nha.

## Tước hiệu và Tước vị
- 14 tháng 12 năm 1901 – 18 tháng 3 năm 1913: Vương tôn Pavlos của Hy Lạp Điện hạ
- 18 tháng 3 năm 1913 – 1 tháng 4 năm 1947: Vương tử Pavlos của Hy Lạp Điện hạ
- 1 tháng 4 năm 1947 – 6 tháng 3 năm 1964: Quốc vương Bệ hạ